# United States House Committee on Oversight and Accountability

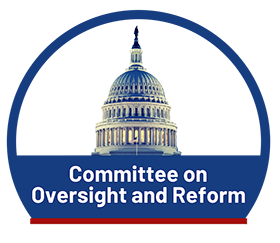
Wappen des House Committee on Oversight and Accountability (noch mit altem Namen)

Das United States House Committee on Oversight and Accountability (deutsch: Ausschuss für Aufsicht und Rechenschaft) ist ein ständiger Ausschuss des Repräsentantenhauses der Vereinigten Staaten. Derzeitiger (Juni 2024) Vorsitzender ist James Richardson Comer Jr. (R-KY), Oppositionsführer (Ranking Member) ist Jamin Ben Raskin (D-MD).

## Aufgabenbereich
Der Ausschuss für Aufsicht und Reformen hat eines der weitesten Zuständigkeitsfelder, er überwacht sämtliche bundesstaatlichen Aktivitäten wie Feiertage, Nationalarchive, Volkszählungen, die Postdienste aber auch die Verringerung von „Papierkram“, oder die Vergütung, Einstufung und Pensionen von Bundesangestellten. Des Weiteren kümmert er sich um die kommunalen Angelegenheiten, mit Ausnahme der Finanzen, des District of Columbia. Er kann nicht nur jedes Thema innerhalb seiner Zuständigkeit untersuchen, sondern auch jede Angelegenheit in der Zuständigkeit anderer bestehender Ausschüsse. Der Vorsitzende ist eine von nur drei Personen im Repräsentantenhaus, die ohne Abstimmung mit ihrem Ausschuss oder dem Ranking Member, Personen vorladen kann. Eine der jüngsten Vorladungen erging an die Direktorin des Secret Service Kimberly Cheatle im Juli 2024, die sich wegen des gescheiterten Attentatsversuchs auf den ehemaligen US-Präsidenten Donald J. Trump rechtfertigen musste. 24 Stunden nach dem Verhör, hat sie ihr Amt niedergelegt.

## Geschichte
Der Ausschuss wurde 1927 als Committee on Expenditures in the Executive Departments gegründet, als man elf verschiedene Ausschüsse für Ausgaben zusammenlegte. 1952 wurde der Ausschuss in Committee on Government Operations umbenannt, um seine Aufgabe, die Regierung auf allen Ebenen zu überwachen, deutlich zu machen. Im Jahr 1995, als die Republikaner erstmals seit vierzig Jahren die Mehrheit übernahmen, führten sie sofort mehrere große Reformen durch, unter anderem um das System an Ausschüssen zu verkleinern. Außerdem wurde der Name in Committee on Government Reform geändert, um deutlich zu machen, dass die Bundesregierung ihrer Meinung nach reformiert werden müsste. Der Ausschuss, und seine aktuell sechs Unterausschüsse, umfassen seither die Zuständigkeit von ehemals drei Haupt- sowie 14 Unterausschüssen. Dies führte zu Einsparungen in Millionenhöhe und einer Personalreduzierung von 50 %. Nachdem er im 110. Kongress der Vereinigten Staaten in Committee on Oversight and Government umbenannt wurde, erfolgte im 116. Kongress der Vereinigten Staaten die Umbenennung in Committee on Oversight and Reform. Zu Beginn des 118. Kongresses erhielt der Ausschuss seinen heutigen Namen.

## Mitglieder

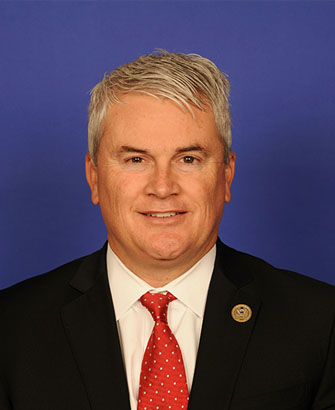
James Comer, derzeitiger Vorsitzender des Ausschusses für Aufsicht und Rechenschaft

Im 118. Kongress besteht der Ausschuss aus 26 Republikanern und 20 Demokraten. Es gibt fünf Unterausschüsse (Subcommittees).
| Republikaner | Demokraten |
| --- | --- |
| - James Richardson Comer Jr., Chairman - James Daniel Jordan - Michael Ray Turner - Paul Anthony Gosar - Virginia Ann Fox - Glenn S. Grothman - Gary James Palmer - Glen Clay Higgins - Andrew Steven Biggs - Nancy Ruth Mace - Jacob Andrew Joseph LaTurner - Patrick Edward Fallon - Byron Lowell Donalds - Peter Anderson Sessions - Kelly Michael Armstrong - Scott Gordon Perry - William Richardson Timmons IV - Timothy Floyd Burchett - Marjorie Taylor Greene - Lisa Carmella McClain - Lauren Opal Boebert - Russell William Fry - Anna Paulina Luna - Charles Marion Edwards - Nicholas A. Langworthy - Eric Wayne Burlison | - Jamin Ben Raskin, Ranking Member - Eleanor Holmes Norton - Stephen Francis Lynch - James Hayes Shofner Cooper - Gerald Edward Connolly - Raja Krishnamoorthi - Rohit Khanna - Kweisi Mfume - Alexandria Ocasio-Cortez - Katherine Moore Porter - Cori Anika Bush - Shontel Monique Brown - Jamie Gomez - Melanie Ann Stansbury - Robert Garcia - Maxwell Alejandro Frost - Rebecca A. Balint - Summer Lynn Lee - Greg Casar - Jasmine Felicia Crockett - Daniel Sachs Goldman - Jared Moskowitz |

## Unterausschüsse
Das Subcommittee on Civil Rights and Civil Liberties wurde zu Beginn des 118. Kongresses auf Betreiben der Republikaner aufgelöst. Aufsichtsbelange in diesem Bereich sollen durch das Ausschussplenum behandelt werden.
| Subcommittee                                                     | Übersetzung                                                            | Chair (Vorsitz) | Ranking Member |
| ---------------------------------------------------------------- | ---------------------------------------------------------------------- | --------------- | -------------- |
| Cybersecurity, Information Technology, and Government Innovation | Cybersicherheit, Informationstechnologie und Regierungsinnovation      | Nancy Mace      | TBD            |
| Economic Growth, Energy Policy, and Regulatory Affairs           | Wirtschaftswachstum, Energiepolitik und Regulatorische Angelegenheiten | Pat Fallon      | TBD            |
| Government Operations and the Federal Workforce                  | Regierungstätigkeiten und Bundesbeamte                                 | Pete Sessions   | TBD            |
| Health Care and Financial Services                               | Gesundheitswesen und Finanzdienstleistungen                            | Lisa McClain    | TBD            |
| National Security, the Border, and Foreign Affairs               | Nationale Sicherheit, Grenz- und Auswärtige Angelegenheiten            | Glenn Grothman  | TBD            |